# Pratshow
En pratshow eller talkshow är en TV- och radioprogramsgenre där en programledare intervjuar personer, ofta varvat med musik- och andra inslag, inför en studiopublik. Den visas som en programserie. Genren introducerades i radio och utvecklades vidare i amerikansk TV. The Tonight Show (1954–) var en amerikansk pionjär, medan Hylands hörna var först inom genren i Sverige.

## Innehåll
I en pratshow intervjuas eller diskuterar kända och aktuella personer, vilket bildar basen för programinnehållet. Detta varvas med musikaliska inslag, reportageinslag eller annat. Programledaren är en nyckelfigur, och ofta namnges program efter deras programledare.
Ofta sitter de samtalande eller intervjuade i en soffa, vilket har gett upphov till den alternativa benämningen soffprogram.

## Historik
Pratshowen introducerades i amerikansk radio. Från 1950-talet renodlades och vidareutvecklades den i TV, där The Tonight Show från 1954 blev en långlivad förebild för programformen. Jack Paar, som ledde programmet åren 1957–1963, blev uppmärksammad för sin personliga hållning och lediga intervjustil som kom att bilda modell för andra program.
I Sverige introducerade Lennart Hyland programformen med Hylands hörna (i radio 1961–1962; i TV 1962–1983). Det var producerat med The Tonight Show som förebild.
Den stora spridningen av programformat har underlättats av dess relativt låga kostnader för produktionen.

### Exempel
Exempel på pratshower är Sen kväll med Luuk, Skavlan och Late Night with David Letterman. Andra framgångsrika och uppmärksammade program i genren leds eller har letts av Conan O'Brien och Oprah Winfrey, i Sverige av bland andra Annika Lantz.

## Snarlika format
Pratshowen, med dess fokus kring programledare, hörbar studiopublik, aktuella gäster och musikinslag, kan jämföras med andra intervju- eller samtalsbaserade programformat. Ett program med diskussioner om aktuella ämnen, där ämnet i regel är viktigare än underhållningsfaktorn, kan kallas samtalsprogram.
Ett underhållningsprogram med blandat innehåll som sänds i en kafémiljö kan kallas caféprogram.